# Mario Cantini
Mario Cantini (Roma, 5 luglio 1933 – Roma, 18 dicembre 2024) è stato un compositore, editore e produttore discografico italiano.
Come compositore a volte ha utilizzato lo pseudonimo Pelleschi.

## Biografia
Era fratello del compositore e autore Fabio Massimo Cantini.
Inizia lo studio della musica e consegue il diploma di pianoforte, dopodiché la passione per il Jazz lo porta presto a suonare con varie band romane fino a diventare, nel 1955, il pianista della Seconda Roman New Orleans Jazz Band, con cui si esibisce in concerti nei teatri di varie città italiane ed europee e incide alcuni dischi. Il singolo della band che contiene Petit fleur è il più venduto dalla RCA Italiana nel 1957 con oltre 250.000 copie. 
Con Roberto Podio alla batteria e a Maurizio Majorana al basso, costituisce un trio che si esibisce in varie occasioni e diventa la ritmica fissa della prima serie di trasmissioni di Jazz realizzata dalla televisione italiana Tempo di Jazz di Adriano Mazzoletti accompagnando grandi artisti internazionali tra cui Chet Baker, Stéphane Grappelli, Steve Lacy, Lucky Thompson.
Alla fine del 1961 termina l'attività di musicista e viene chiamato da Ennio Melis, allora direttore generale della RCA Italiana, dove viene assunto come responsabile delle Edizioni musicali RCA, divisione della Società che nasce con lui.
Molti successi di quegli anni nascono con il suo contributo, anche artistico: per Morandi scrive insieme a Toni Dori e Franco Migliacci Andavo a cento all'ora; scrive con Edoardo Vianello la musica di La partita di pallone, che diventa un successo internazionale ripreso da molti artisti
In poco più di vent'anni, grazie a uno staff di autori, artisti, arrangiatori e produttori musicali di livello, l'RCA diviene titolare di uno dei più prestigiosi cataloghi di musica leggera italiani, in quegli anni uno dei più eseguiti al mondo, con nomi come Lucio Battisti, Riccardo Cocciante, Claudio Baglioni, Lucio Dalla, Franco Migliacci, Bruno Zambrini, Paolo Conte, Mogol, Francesco De Gregori, Antonello Venditti, Rino Gaetano, Claudio Mattone, Renato Zero. Nella sua carriera ha prodotto oltre 1200 colonne sonore di altrettanti film con artisti del calibro di Ennio Morricone, Luis Bacalov, Armando Trovajoli, Piero Piccioni, Riz Ortolani. Nel 1968 Cantini viene contattato e chiamato a New York da Rocco La Ginestra, presidente della casa madre americana RCA Records, che gli propone la presidenza delle società di edizioni musicali americane dell'RCA, ma Cantini non accetta e preferisce continuare a lavorare in Italia. Cantini è stato anche l'artefice della collaborazione tra Luigi Tenco e Dalida per il Festival di Sanremo 1967, facendo conoscere i due artisti durante una partita di poker a casa sua, organizzata allo scopo. 
Nel corso degli anni ha tenuto a battesimo e amministrato in partnership con la RCA nuove case editrici quali la MiMo (con Migliacci e Morandi), le Edizioni musicali Acqua azzurra (con Mogol e Lucio Battisti), le Edizioni musicali Numero Uno (con Alessandro Colombini e Franco Daldello) 
Negli anni '90 diviene Presidente del Gruppo Editoriale BMG Ricordi e responsabile artistico dell’attività discografica; viene nominato consigliere di amministrazione della holding BMG Ricordi spa dove rimane in carica fino alla fine del 2001. 
Dal 1985 assume una serie di incarichi alla SIAE: nella Commissione Musica in rappresentanza del gruppo RCA (poi BMG Ricordi), nel 99 viene nominato dall'Assemblea della SIAE consigliere di amministrazione dell'ente stesso. Nei primi anni 2000, insieme ad Antonio Marrapodi della EMI, concepisce e fonda la Federazione Editori Musicali, associazione che raccoglie i più importanti editori musicali operanti in Italia e ne tutela gli interessi. 
Nel 2002 ha costituito insieme al figlio Giampaolo la Concertone, società di Edizioni e Produzioni musicali.

## Canzoni scritte da Mario Cantini
| Anno | Titolo                 | Autori del testo | Autori della musica              | Interpreti      |
| ---- | ---------------------- | ---------------- | -------------------------------- | --------------- |
| 1962 | Dollar Twist           | Carlo Rossi      | Pelleschi                        | Miranda Martino |
| 1962 | Andavo a cento all'ora | Camucia          | Mario Cantini e Tony Dori        | Gianni Morandi  |
| 1962 | La partita di pallone  | Carlo Rossi      | Mario Cantini e Edoardo Vianello | Rita Pavone     |
| 1963 | La tua stanza          | Sergio Bardotti  | Pelleschi                        | Pino Catini     |
| 1963 | Son finite le vacanze  | Carlo Rossi      | Pelleschi                        | Rita Pavone     |
| 1963 | Un mare blu            | Sergio Bardotti  | Pelleschi                        | I Metafisici    |
| 1967 | Sabato sera            | Mario Cantini    | Franco De Bellis, Bruno Martino  | Miranda Martino |
| 1967 | Uno di noi             | Sergio Bardotti  | Pelleschi                        | I Metafisici    |
| 1969 | Senza lei              | Mario Cantini    | Franco De Bellis, Bruno Martino  | Dik Dik         |
| 1962 | Bevete più latte       | Mario Cantini    | Nino Rota                        | Avion Travel    |
|      |                        |                  |                                  |                 |
|      |                        |                  |                                  |                 |